# Lunnahöja
Lunnahöja är en by i Norra Mellby socken i Hässleholms kommun i Skåne.